# Крок (тауншип, Миннесота)
Крок (англ. Croke) — тауншип в округе Траверс, Миннесота, США. На 2000 год его население составило 84 человека.

## География
По данным Бюро переписи населения США площадь тауншипа составляет 93,0 км², из которых 93,0 км² занимает суша, водоёмов нет.

## Демография
По данным переписи населения 2000 года здесь находились 84 человека, 35 домохозяйств и 24 семьи. Плотность населения —  0,9 чел./км². На территории тауншипа расположено 39 построек со средней плотностью 0,4 построек на один квадратный километр. Расовый состав населения: 100,00 % белых.
Из 35 домохозяйств в 20,0 % воспитывались дети до 18 лет, в 68,6 % проживали супружеские пары и в 28,6 % домохозяйств проживали несемейные люди. 22,9 % домохозяйств состояли из одного человека, при том 5,7 % из — одиноких пожилых людей старше 65 лет. Средний размер домохозяйства — 2,40, а семьи — 2,88 человека.
14,3 % населения — младше 18 лет, 13,1 % — в возрасте от 18 до 24 лет, 26,2 % — от 25 до 44, 29,8 % — от 45 до 64, и 16,7 % — старше 65 лет. Средний возраст — 44 года. На каждые 100 женщин приходилось 121,1 мужчин. На каждые 100 женщин старше 18 приходилось 118,2 мужчин.
Средний годовой доход домохозяйства составлял 38 750 долларов, а средний годовой доход семьи —  43 750 долларов. Средний доход мужчин —  28 750  долларов, в то время как у женщин — 85 489. Доход на душу населения составил 28 122 доллара. За чертой бедности не находилась ни одна семья и 2,3 % всего населения тауншипа.